# Arcidiocesi di Guayaquil
L'arcidiocesi di Guayaquil (in latino Archidioecesis Guayaquilensis) è una sede metropolitana della Chiesa cattolica in Ecuador. Nel 2023 contava 2.314.700 battezzati su 2.815.130 abitanti. È retta dall'arcivescovo cardinale Luis Gerardo Cabrera Herrera, O.F.M.

## Territorio
L'arcidiocesi comprende l'intero cantone di Guayaquil nella provincia del Guayas, ad eccezione delle parrocchie civili rurali di Juan Gomez Rendon (Progreso), Morro, Posorja, Puna e Tenguel.
Sede arcivescovile è la città di Guayaquil, dove si trova la cattedrale di San Pietro.
Il territorio è suddiviso in 223 parrocchie.

## Storia
La diocesi di Guayaquil fu eretta il 29 gennaio 1838 con la bolla In supremo beati di papa Gregorio XVI, ricavandone il territorio dalla diocesi di Cuenca (oggi arcidiocesi). Era originariamente suffraganea dell'arcidiocesi di Lima.
Il 13 gennaio 1848 entrò a far parte della provincia ecclesiastica dell'arcidiocesi di Quito.
Dopo il trasferimento del vescovo Garaycoa alla sede metropolitana di Quito nel 1851, il tentativo del governo ecuadoriano di intromettersi negli affari ecclesiastici provocherà una vacanza della sede durata dieci anni.
La crisi dei rapporti tra il governo e la diocesi continuò negli anni successivi. Nel 1865 il presidente Gabriel García Moreno comunicava al vescovo Aguirre che il suo ausiliare Luis de Tola y Avilés non poteva lasciare la città «perché la sua condotta [...] manifesta la sua adesione agli implacabili nemici dell'ordine, della proprietà, delle Religione e del Governo».
Il 23 marzo 1870 cedette una porzione del suo territorio a vantaggio dell'erezione della diocesi di Portoviejo (oggi arcidiocesi).
Nel 1888 il vescovo del Pozo fu sospeso dalla Santa Sede per motivi che non furono mai chiariti, ma sicuramente politici. Si recò in esilio volontario a Lima e poi in Cile, mentre la sede di Guayaquil, già allora considerata fra le più importanti del paese restava amministrata da un amministratore apostolico.
Dopo ventott'anni di sede vacante l'elezione del vescovo Riera fu molto laboriosa. Nel 1915 invece il governo dimostrò un'attitudine più conciliante e propose di collaborare all'individuazione del candidato più adatto. La scelta della Sede Apostolica cadde però su Andrés Machado, sgradito sia all'arcivescovo di Quito sia al governo. A partire dal 1917 il governo ecuadoriano rinunciò definitivamente al diritto di patronato nell'elezione dei vescovi.
Il 15 luglio 1948, il 6 maggio 1950 e il 26 luglio 1954 cedette altre porzioni del suo territorio a vantaggio dell'erezione rispettivamente del vicariato apostolico di Los Ríos (oggi diocesi di Babahoyo), della prefettura apostolica delle Galápagos (oggi vicariato apostolico) e della prelatura territoriale di El Oro (oggi diocesi di Machala).
Il 22 gennaio 1956 è stata elevata al rango di arcidiocesi metropolitana in forza della bolla Cum in Aequatoriana Republica di papa Pio XII.
Il 3 gennaio 1970, con la lettera apostolica Quantopere Maria, papa Paolo VI ha proclamato la Beata Maria Vergine della Mercede patrona principale dell'arcidiocesi.
Successivamente ha ceduto porzioni di territorio a vantaggio dell'erezione di nuove diocesi:
- la diocesi di San Jacinto de Yaguachi (oggi diocesi di San Jacinto) il 4 novembre 2009;
- le diocesi di Daule e di Santa Elena il 2 febbraio 2022.

## Cronotassi dei vescovi
Si omettono i periodi di sede vacante non superiori ai 2 anni o non storicamente accertati.
- Francisco Xavier de Garaycoa † (1838 - 5 settembre 1851 nominato arcivescovo di Quito)
  - Sede vacante (1851-1861)
- José Tomás Aguirre y Anzoategui † (22 luglio 1861 - 14 maggio 1868 deceduto)
- José María Lizarzaburo y Borja, S.I. † (22 novembre 1869 - 1877 deceduto)
  - Sede vacante (1877-1884)
- Roberto María Pozo y Martín, S.I. † (13 novembre 1884 - 1909 ? deceduto)[3]
- Juan María Riera, O.P. † (19 gennaio 1912 - 20 novembre 1915 deceduto)
- Andrés Machado, S.I. † (26 aprile 1916 - 22 gennaio 1926 deceduto)
- Carlos María Javier de la Torre † (20 dicembre 1926 - 8 settembre 1933 nominato arcivescovo di Quito)
  - Sede vacante (1933-1937)
- José Felix Heredia Zurita, S.I. † (16 dicembre 1937 - 2 agosto 1954 deceduto)
- César Antonio Mosquera Corral † (11 ottobre 1954 - 11 marzo 1969 ritirato[4])
- Bernardino Echeverría Ruiz, O.F.M. † (10 aprile 1969 - 7 dicembre 1989 ritirato)
- Juan Ignacio Larrea Holguín † (7 dicembre 1989 succeduto - 7 maggio 2003 ritirato)
- Antonio Arregui Yarza (7 maggio 2003 - 24 settembre 2015 ritirato)
- Luis Gerardo Cabrera Herrera, O.F.M., dal 24 settembre 2015

## Statistiche
L'arcidiocesi nel 2024 su una popolazione di 2.815.130 persone contava 2.314.700 battezzati, corrispondenti all'82,2% del totale.
| anno | popolazione | popolazione | popolazione | presbiteri | presbiteri | presbiteri | presbiteri                | diaconi | religiosi | religiosi | parrocchie |
| anno | battezzati  | totale      | %           | numero     | secolari   | regolari   | battezzati per presbitero | diaconi | uomini    | donne     | parrocchie |
| ---- | ----------- | ----------- | ----------- | ---------- | ---------- | ---------- | ------------------------- | ------- | --------- | --------- | ---------- |
| 1950 | 792.320     | 898.578     | 88,2        | 88         | 43         | 45         | 9.003                     |         | 94        | 138       | 58         |
| 1966 | 1.025.000   | 1.052.000   | 97,4        | 185        | 55         | 130        | 5.540                     |         | 43        | 510       | 69         |
| 1968 | ?           | 1.291.895   | ?           | 207        | 66         | 141        | 0                         |         | 230       | 474       | 59         |
| 1976 | 1.300.000   | 1.600.000   | 81,3        | 213        | 71         | 142        | 6.103                     | 1       | 172       | 571       | 77         |
| 1980 | 1.699.165   | 1.810.000   | 93,9        | 225        | 96         | 129        | 7.551                     |         | 168       | 592       | 96         |
| 1990 | 2.607.000   | 2.800.000   | 93,1        | 238        | 125        | 113        | 10.953                    | 17      | 268       | 541       | 181        |
| 1999 | 3.200.000   | 3.500.000   | 91,4        | 218        | 136        | 82         | 14.678                    | 21      | 106       | 487       | 191        |
| 2000 | 3.260.000   | 3.600.000   | 90,6        | 275        | 190        | 85         | 11.854                    | 23      | 103       | 494       | 191        |
| 2001 | 3.400.000   | 3.600.000   | 94,4        | 232        | 150        | 82         | 14.655                    | 27      | 99        | 496       | 192        |
| 2002 | 3.400.000   | 3.600.000   | 94,4        | 242        | 157        | 85         | 14.049                    | 24      | 104       | 502       | 192        |
| 2003 | 3.400.000   | 3.600.000   | 94,4        | 253        | 163        | 90         | 13.438                    | 26      | 111       | 509       | 193        |
| 2004 | 3.000.000   | 3.400.000   | 88,2        | 217        | 175        | 42         | 13.824                    | 25      | 65        | 411       | 203        |
| 2006 | 3.022.000   | 3.357.000   | 90,0        | 339        | 207        | 132        | 8.914                     | 25      | 155       | 523       | 221        |
| 2013 | 2.783.913   | 3.275.192   | 85,0        | 310        | 190        | 120        | 8.980                     | 21      | 158       | 449       | 202        |
| 2016 | 2.898.875   | 3.410.799   | 85,0        | 341        | 213        | 128        | 8.501                     | 19      | 146       | 406       | 215        |
| 2019 | 2.968.600   | 3.475.270   | 85,4        | 356        | 228        | 128        | 8.338                     | 33      | 148       | 411       | 218        |
| 2021 | 3.005.000   | 3.525.000   | 85,2        | 383        | 260        | 123        | 7.845                     | 32      | 152       | 294       | 218        |
| 2022 | 2.234.000   | 2.630.000   | 84,9        | 339        | 175        | 110        | 6.590                     | ?       | ?         | ?         | 164        |
| 2023 | 2.314.700   | 2.815.130   | 82,2        | 356        | 233        | 123        | 6.501                     | 32      | 213       | 334       | 223        |